# Fish and Chips

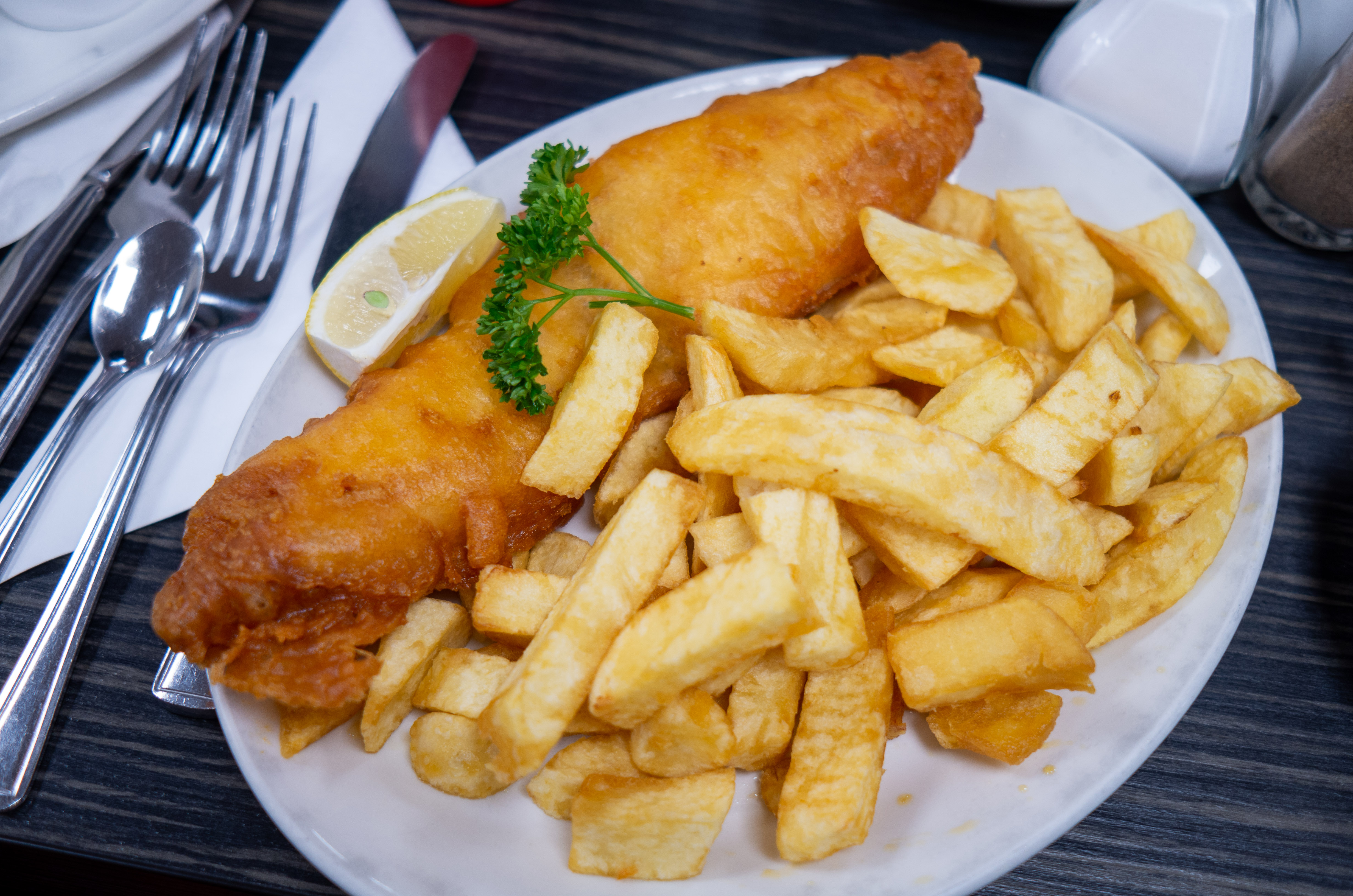
Fish ’n’ Chips

Fish and Chips (kurz Fish ’n’ Chips) ist ein Gericht aus in Backteig frittiertem Fischfilet (Fish) und dicken frittierten Kartoffelstäbchen (Chips). Sie gelten als „inoffizielles Nationalgericht“ des Vereinigten Königreiches und sind bis heute ein fester Bestandteil der englischen, schottischen und irischen Küche und Esskultur. Obgleich es in den letzten Jahren etwas an Popularität gegenüber internationalem Street Food verloren hat, konnte das Gericht seine Vorrangstellung behaupten.

## Fisch
Auf der Liste der zur Zubereitung von Fish ’n’ Chips verwendeten Speisefische nimmt traditionell der Kabeljau (cod) den ersten Platz ein, diese Kombination findet man dann auf der Speisekarte oft als Cod ’n’ Chips wieder. Geeignet sind viele Fische mit weißem Fleisch, so zum Beispiel Schellfisch (haddock), Seelachs (pollock), Merlan (whiting) oder Scholle (plaice). In vielen Fish-’n’-Chips-Läden kann der Kunde aus mehreren Sorten auswählen.
Abgefallene Teigstückchen, die im Frittieröl schwimmen, werden manchmal und hauptsächlich gegen Ende des Tages in Fish-’n’-Chips-Läden als Beilage gereicht. In leichter Abwandlung des Originalnamens heißt die Mahlzeit dann Scraps ’n’ Chips, hat allerdings einen „eher zweifelhaften Ruf“. In Irland ist eine Variante mit geräuchertem Kabeljau bekannt und gilt als lokale Spezialität.
Der Fisch und die Chips werden 4 bis 5 Minuten lang in Frittieröl gebacken, das je nach Öl auf 185 °C bis 190 °C erhitzt wird.

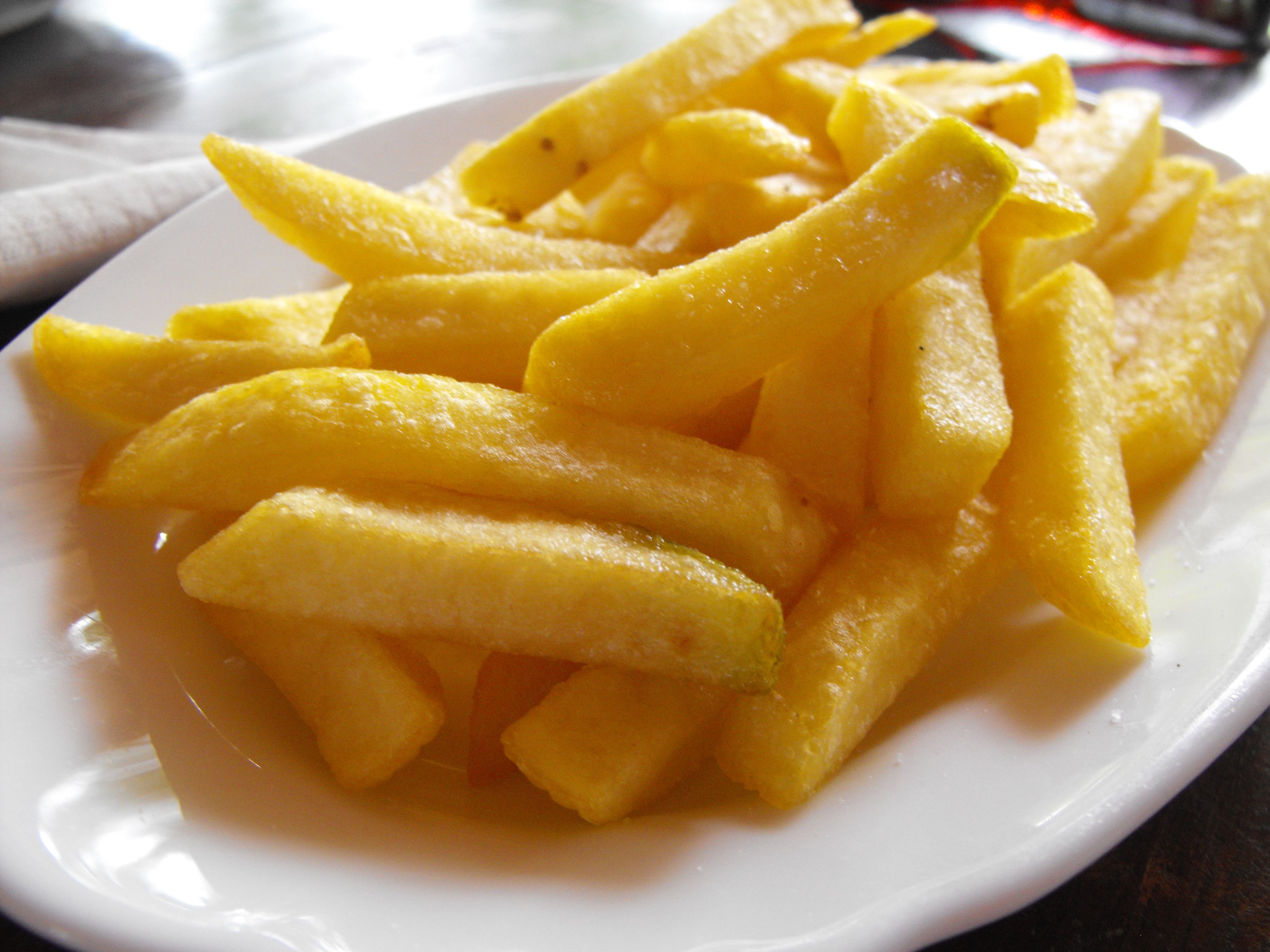
Chips

## Chips
Ausgangspunkt der Zubereitung original britischer Chips (Kurzform für chipped potato) sind Speisekartoffeln. Verzehrt werden echte Chips in Süd- und Mittelengland und Westschottland vorwiegend mit Salz und Malzessig (salt ’n’ vinegar), in Nordengland und Ostschottland auch mit Salz und Brown sauce (salt ’n’ sauce). In Mittelengland frittiert man die Chips vorzugsweise mit Rindernierenfett. Chips sind die britische Variante der Pommes frites, sind aber meist dicker als die in Deutschland üblichen Pommes frites. Zudem sind Chips eher weich statt knusprig, doch dafür weniger fetthaltig.

## Beilagen
Gelegentliche Beilagen zu Fish ’n’ Chips sind ein Brei aus zerstampften Erbsen / Erbspüree (mushy peas), eingelegte Zwiebeln, Essiggurken (gherkins) oder in Tomatensoße eingekochte Bohnen (baked beans). Typisch in Nordengland ist außerdem die Variante chips and gravy (Chips mit Bratensoße), die aber im Süden und in Schottland selten anzutreffen ist. Häufig wird dazu Tee getrunken, da Fish-’n’-Chips-Geschäfte in Großbritannien üblicherweise keine Lizenz zum Ausschank alkoholischer Getränke besitzen.

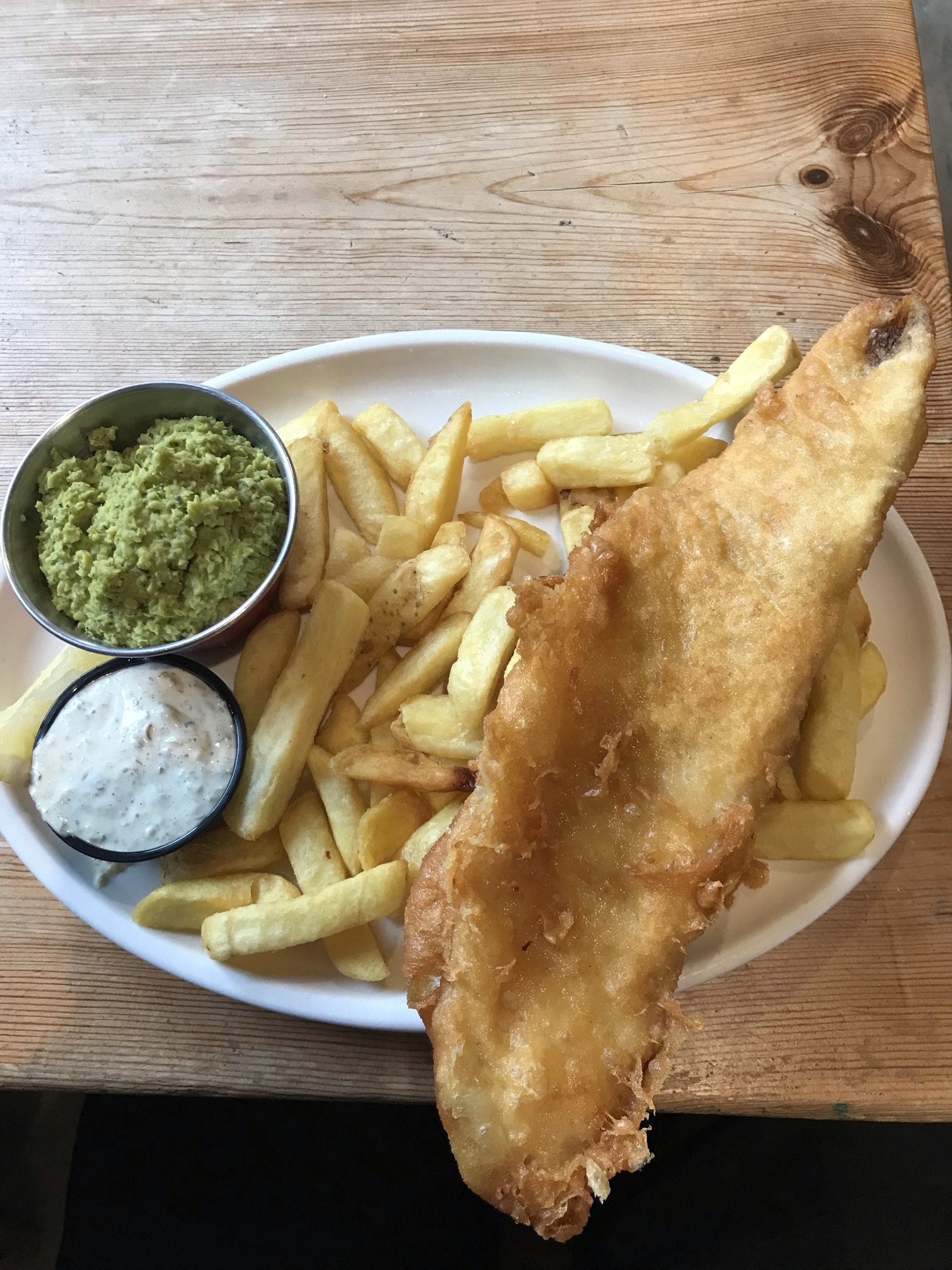
Fish, chips, tartare sauce und mushy peas (= Erbsenpüree)
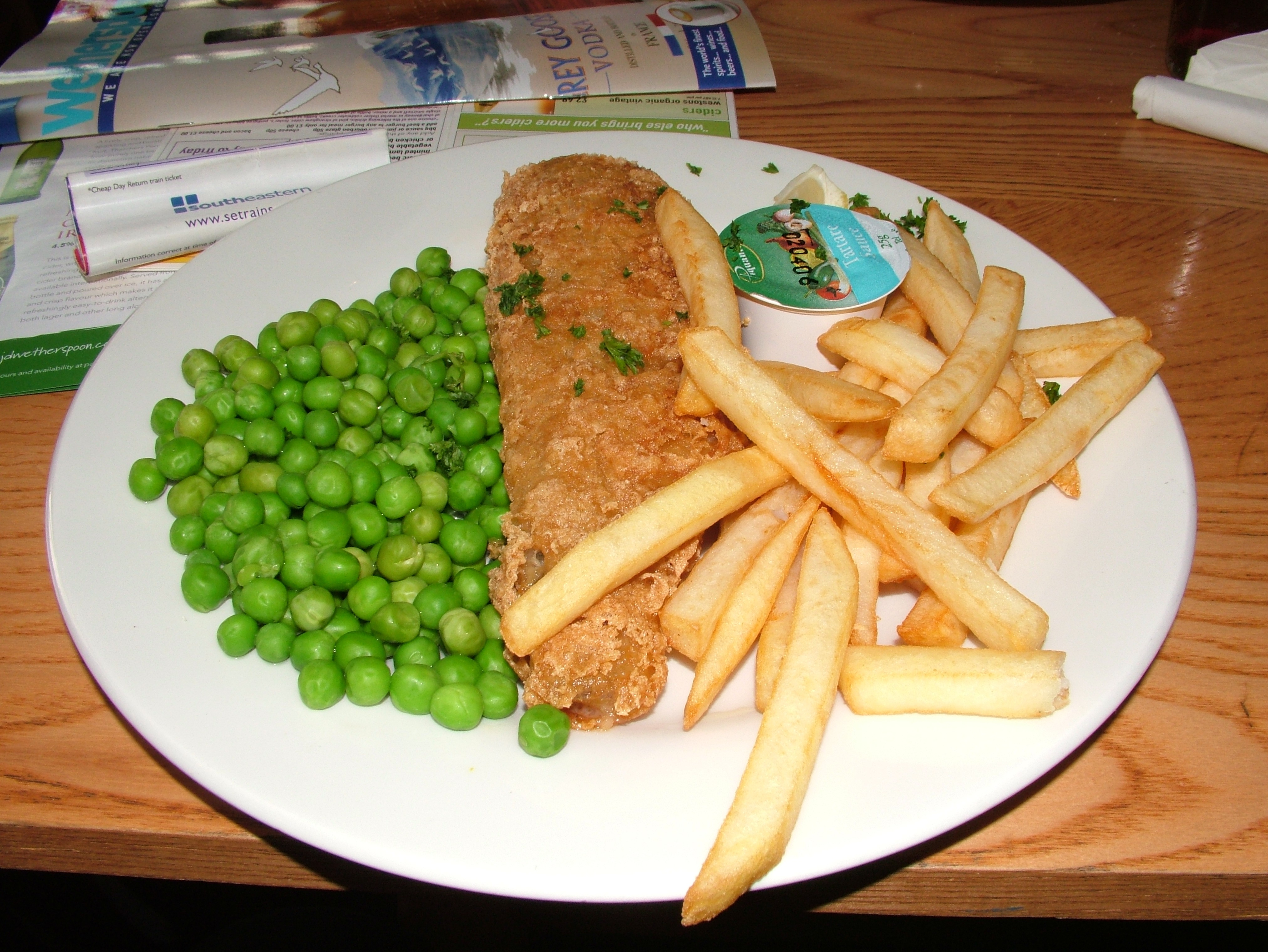
Fish ’n’ Chips in einem Londoner Pub, Variante mit Erbsen
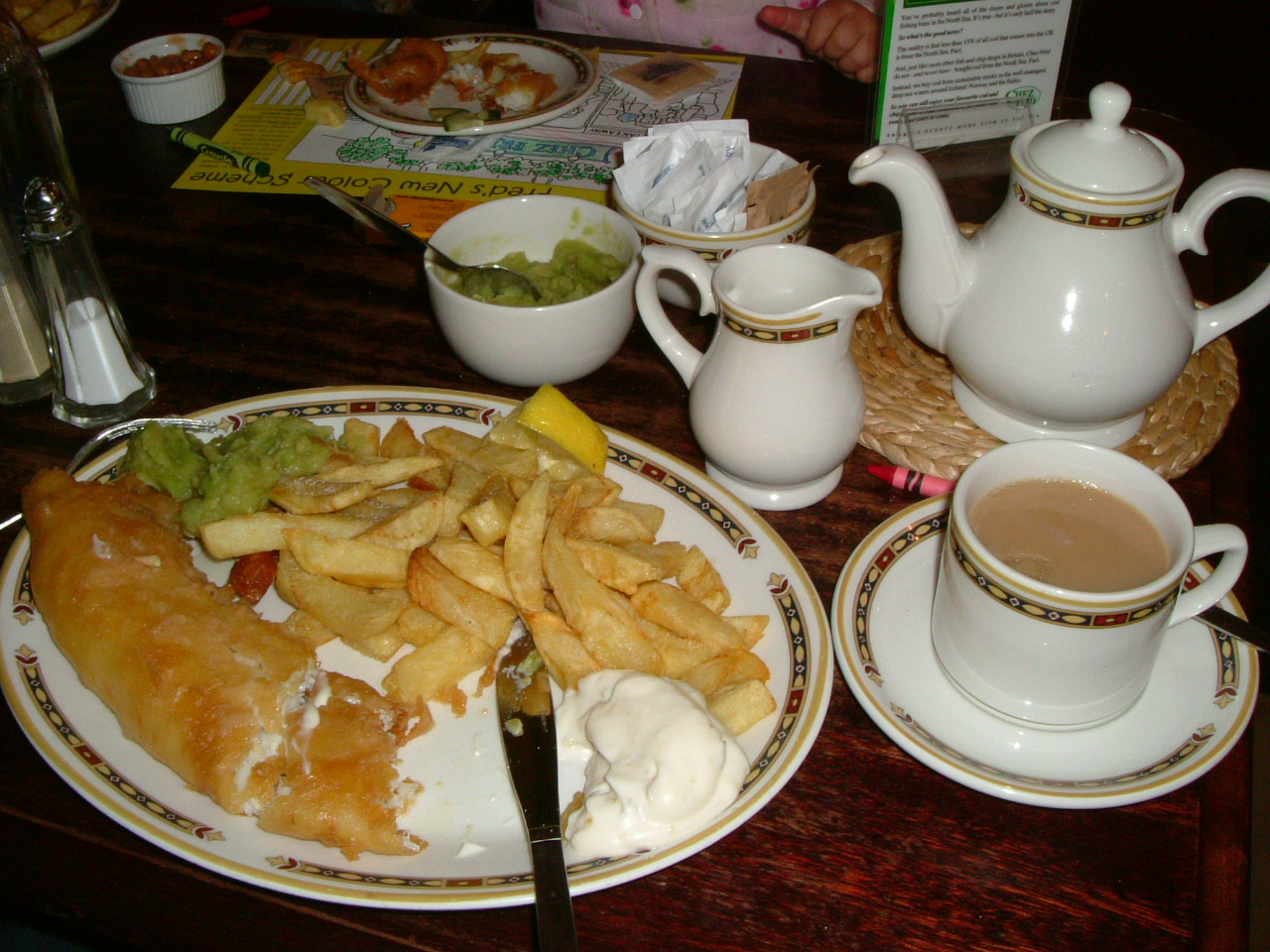
Fish, chips, mushy peas, tartare sauce und Tee in einem Pub in Bournemouth

## Kultur
Fish ’n’ Chips werden nur selten zu Hause zubereitet. Dies liegt daran, dass Fish ’n’ Chips als Street Food gelten. Sie werden oft als Take-away verkauft, also zur Mitnahme für den Verzehr unterwegs oder zu Hause. Im Zuge der kulturellen Aufwertung des Gerichts führen mittlerweile auch gehobene Restaurants das Gericht auf ihren Speisekarten. Ebenso ist es in vielen Pubs Bestandteil des am besten mit dem englischen Begriff Pubfood umschriebenen kulinarischen Angebots. Mit Harry Ramsden’s existiert seit 1928 eine auf Fish ’n’ Chips spezialisierte Restaurant-Kette. Dennoch ist der traditionsgemäße Verzehr von Fish ’n’ Chips immer noch mit den in fast allen britischen Städten vorhandenen, spezialisierten und in der Regel in Familienbesitz befindlichen Fish-’n’-Chips-Läden verbunden. In diesen wird der „morgens frisch auf dem Markt eingekaufte Fisch“ in unbedrucktem Papier serviert.
Traditionell werden Fish ’n’ Chips mit den Fingern gegessen. Allerdings haben auch hier moderne Sitten häufig die Tradition verdrängt, sodass heute fast immer kleine Holz- oder Plastikgabeln ausgehändigt werden. Besonders beliebt sind Fish ’n’ Chips am Freitag und am Samstagabend – ursprünglich mag dies eine religiöse Bedeutung gehabt haben; heute steht der Verzehr vor allem mit der Kultur des Night-Clubbing im Zusammenhang. Fish ’n’ Chips dienen dann als stärkende Mahlzeit vor dem eigentlichen Beginn des Abends.

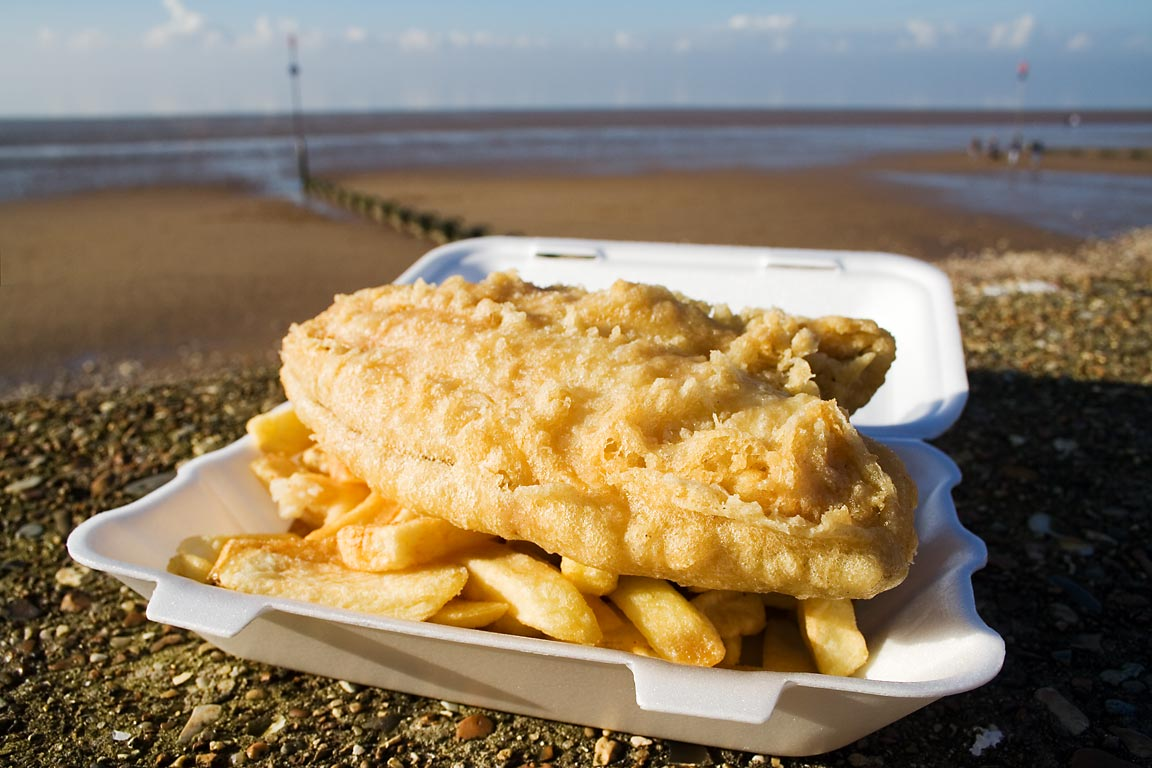
Fish ’n’ Chips in Styroporschachtel
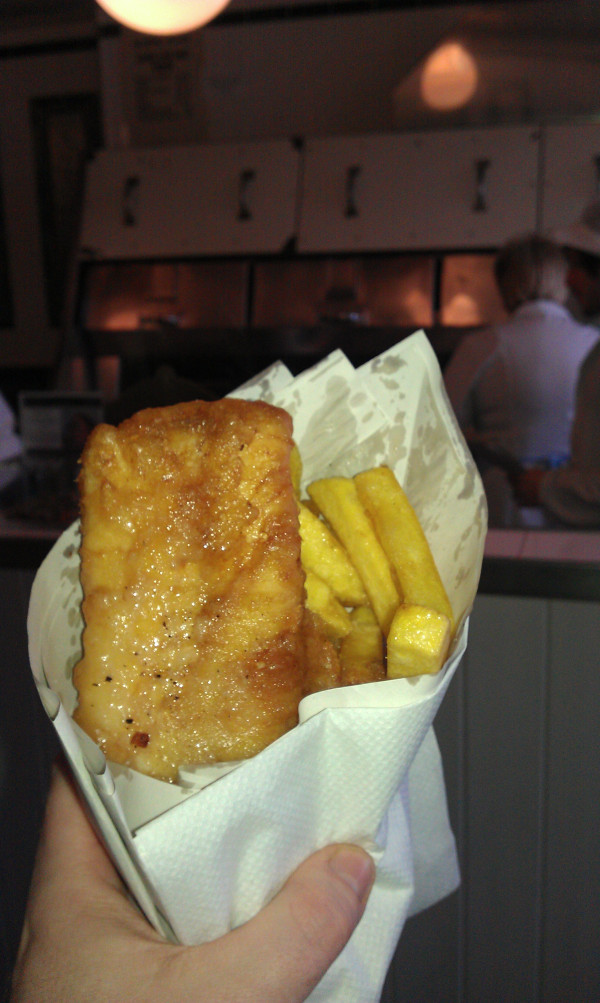
Fish ’n’ Chips in Papiertüte
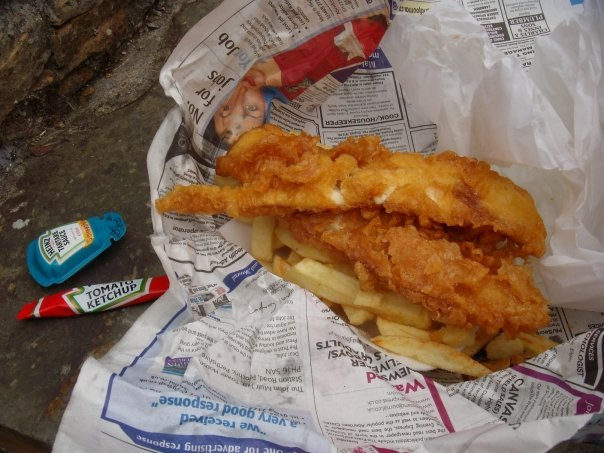
Fish ’n’ Chips mit Papierschutz vor der Druckerschwärze der Zeitung und Soßenbeutel

## Geschichte
Der Ursprung von Fish ’n’ Chips liegt bis heute im Dunklen. Wahrscheinlich kam das Gericht aber auf getrennten Wegen ins Land: die Chips aus Frankreich und die Zubereitungsart des Fischs mit jüdischen Einwanderern. Bekannt ist auf jeden Fall, dass Fish ’n’ Chips erst im 19. Jahrhundert zum Nationalgericht aufstieg. Grundlage des Erfolgs waren kleine Familienbetriebe, die traditionell und oft unter lautstarkem Werben die verschiedensten Esswaren auf den Straßen Londons und der großen Industriestädte Nordenglands feilboten. Seit den ersten Anfängen seiner Besiedlung war London ein Zentrum des Fischhandels, im Norden war dagegen die Kartoffel als Grundnahrungsmittel weit verbreitet. Die ersten Chips waren jedoch keinesfalls wie heute Kartoffelstäbchen, sondern frittierte Brotstücke (fried bread). Mit der Verknappung des Weizens trat aber schon bald die Kartoffel als Ersatz in Erscheinung.
Offiziell gilt der jüdische Immigrant Joseph Malin als Gründer des ersten Ladens für Fish ’n’ Chips im Londoner East End im Jahre 1860. Doch die ersten Fish-’n’-Chips-Geschäfte öffneten schon in den 1850er- und 1860er-Jahren in verschiedenen Londoner Stadtteilen und 1863 in Oldham, Lancashire. Sie wurden möglich durch die Expansion des Fischfangs weit in den Atlantik hinein und durch die Eisenbahn, die erstmals über Nacht frischen Fisch von den Küsten in die Hauptstadt brachte, und fügten sich dort nahtlos in die bestehende Kultur der Straßenstände und pastry shops ein. Nach amtlichen Schätzungen gab es 1910 bereits etwa 25.000 Läden im ganzen Königreich, die sich ab dem Jahre 1913 in der National Federation of Fish Friers organisierten. In und nach dem Ersten Weltkrieg trugen Fish ’n’ Chips wesentlich zur politischen und sozialen Stabilität Großbritanniens bei. Die britische Arbeiterklasse konnte sich das preisgünstige und nahrhafte Gericht leisten und damit im 20. Jahrhundert den schlimmsten Hunger stillen. Die Fischfrittierervereinigung Northern Counties Federation of Fish Friers schrieb in der Nachkriegszeit nach Walton mit Recht:

“We stood between the Government and grave discontent […] and, more than any other trade in the country, between the very poorest of our population and famine and revolt.”

„Wir standen zwischen der Regierung und schwerster Unzufriedenheit […] und mehr als jedes andere Gewerbe in diesem Land zwischen den Ärmsten der Armen und Hungersnot und Revolte.“

Doch nicht nur sozialer Rückhalt, sondern auch Unternehmergeist zeigte sich im Zusammenhang mit Fish ’n’ Chips: 1936 kam ein Anbieter in Keighley erstmals auf die Idee, das Gericht vom Beiwagen seines Motorrades aus in die zu dieser Zeit neu entstehenden Arbeitersiedlungen zu liefern – der erste Fast-Food-Lieferservice war geboren. Trotz aller durch den Krieg notwendigen Einschränkungen wurden selbst im Zweiten Weltkrieg Fish ’n’ Chips als gehaltvolle und billige Mahlzeit nicht durch das britische Ernährungsministerium rationiert und dienten auch zur Versorgung der kämpfenden Truppe. Kriegsbedingt aus den Städten aufs Land evakuierte Bürger wurden durch spezielle Fish-’n’-Chips-Wagen versorgt.
Erst gegen Ende des 20. Jahrhunderts kam es in Großbritannien zu einem starken Popularitätsrückgang dieser traditionellen Spezialität: Kebab-Stände und Curryhäuser nahmen besonders in den Innenstädten mehr und mehr die Rolle der traditionellen Fish-’n’-Chips-Verkäufer ein. Trotzdem wurden in Großbritannien zu Beginn des 21. Jahrhunderts noch jährlich 60.000 Tonnen Fisch und 500.000 Tonnen Kartoffeln zu Fish ’n’ Chips verarbeitet. Nach einer Angabe aus dem Jahr 2010 wurden zu dieser Zeit auf den britischen Inseln zwischen 250 und 350 Millionen Portionen des Gerichtes verkauft. Mittlerweile entstehen zunehmend Varianten von Fish ’n’ Chips, die von der traditionellen Zubereitung mehr oder weniger abweichen, so etwa dünne Pommes frites mit ganzen Erbsen. Einige britische Nobelrestaurants bieten Fish ’n’ Chips in verfeinerten Versionen an, ebenso prämierte Fish-’n’-Chips-Läden. Heston Blumenthal demonstrierte 2006 im BBC-Fernsehen, wie er Fish ’n’ Chips in seinem Restaurant The Fat Duck zubereitet.
Das britische Nationalgericht findet heute als „Vorzeigeprodukt britischer Küche“ weltweit neue Anhänger. So existieren Fish-’n’-Chip-Geschäfte nicht nur in Irland, Kanada, Australien, Neuseeland, Südafrika und den USA, sondern auch in der Volksrepublik China und in Oman. Eine besondere kulturelle Verbindung gibt es nach Italien: Das toskanische Städtchen Barga feiert seine Verbundenheit mit Großbritannien jeden August mit dem Fest La Sagra Del Pesce e Patate – das Festival der Fish ’n’ Chips.

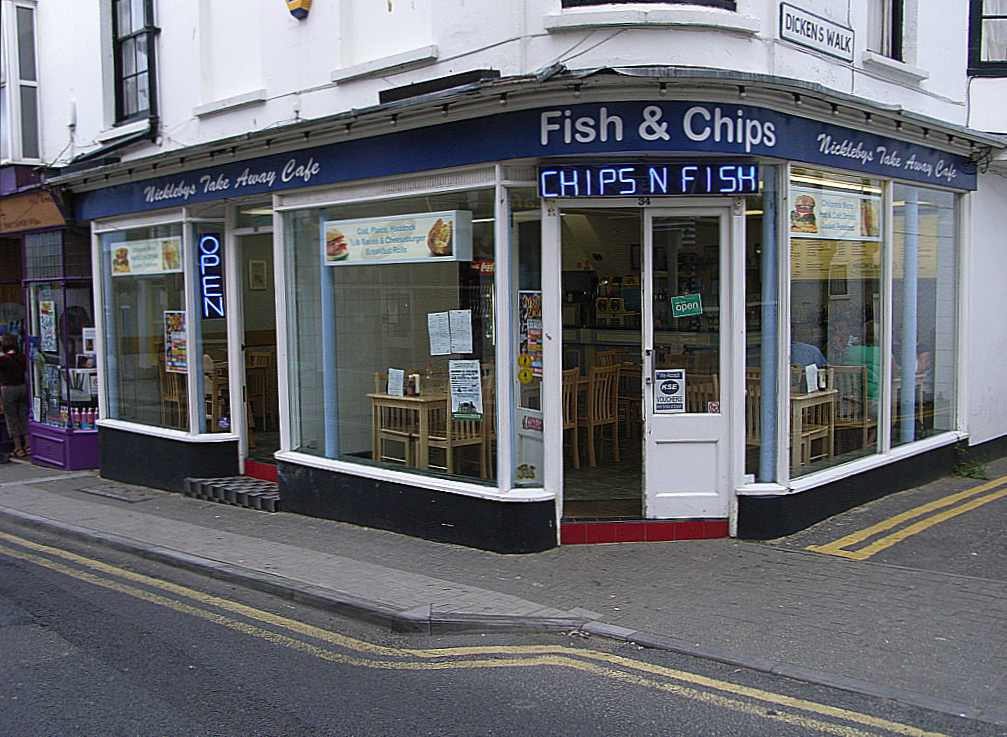
Fish-’n’-Chips-Imbiss in Broadstairs, Kent (2008)
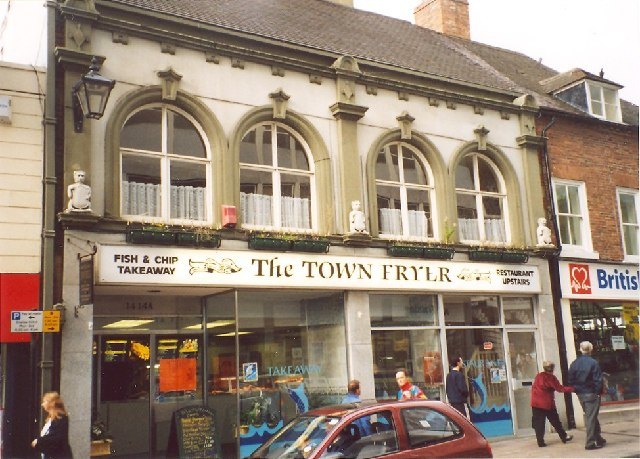
Fish-’n’-Chips-Laden in Shrewsbury (2001)
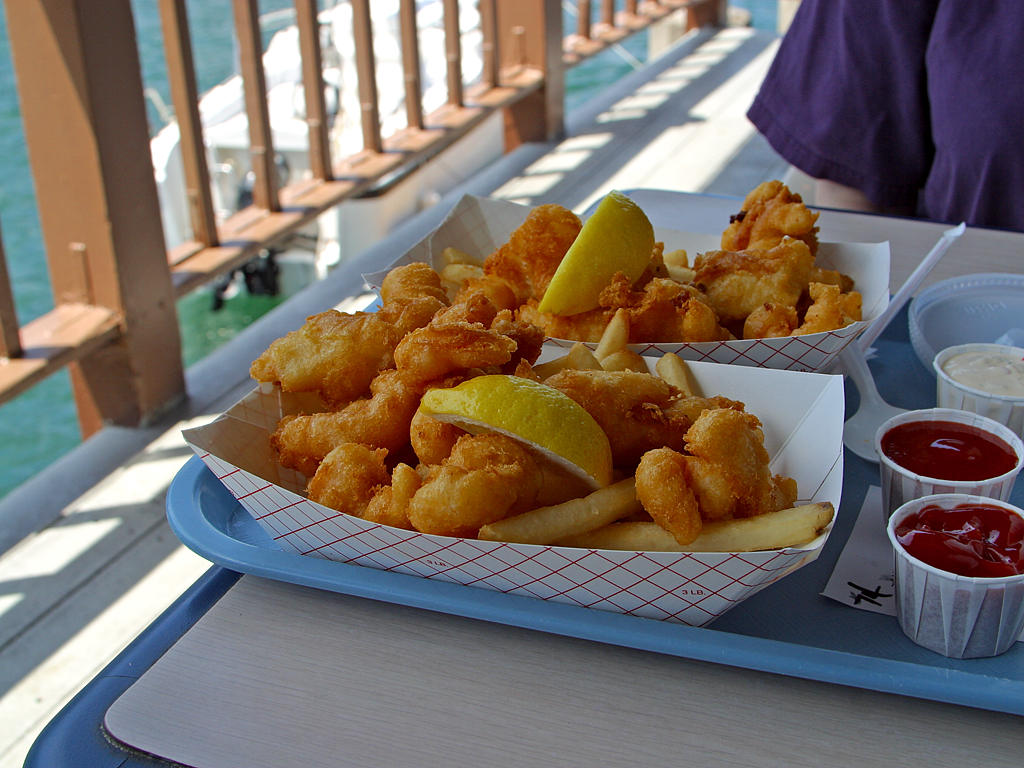
Fish ’n’ Chips in San Diego, USA (2004)

## Verwandte Gerichte
Ebenfalls aus Fisch im Backteig bestehende Gerichte sind etwa der deutsche Backfisch oder der niederländische Kibbeling. Da auch diese manchmal mit Pommes frites verzehrt werden, können sie als internationale Verwandte der Fish ’n’ Chips angesehen werden.
Der panierte Weihnachtskarpfen ist eine Spezialität, die in Mitteleuropa (Franken, Sachsen, Tschechien, Österreich, Polen, Ungarn) zu Weihnachten gereicht wird. Die frühere Fastenspeise wird meist in Bierteig paniert, gebraten und zu gekochten Kartoffeln oder Kartoffelsalat serviert. Der Silvesterkarpfen dagegen bleibt als Karpfen blau unpaniert.

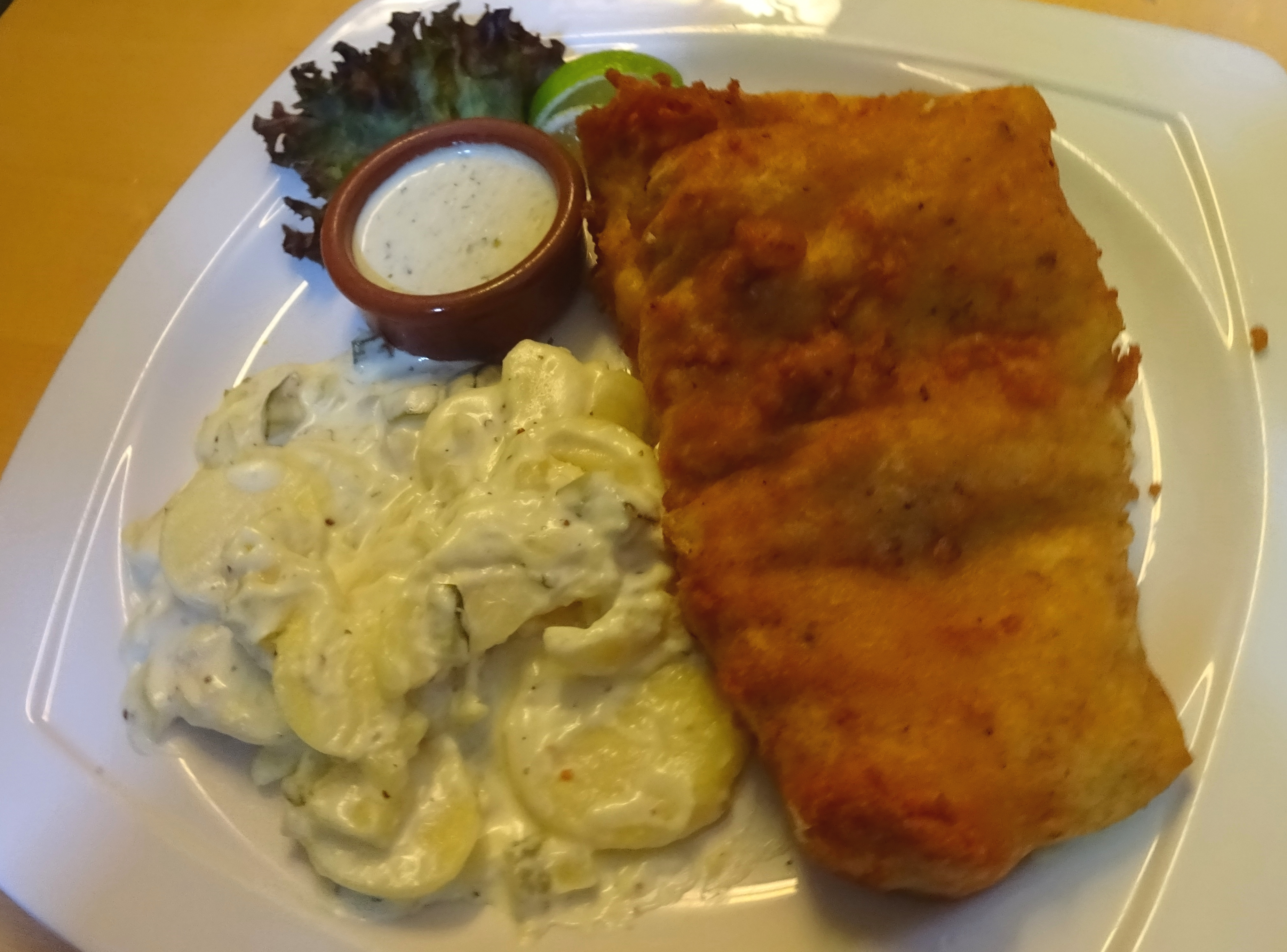
Backfisch mit Kartoffelsalat und Remoulade
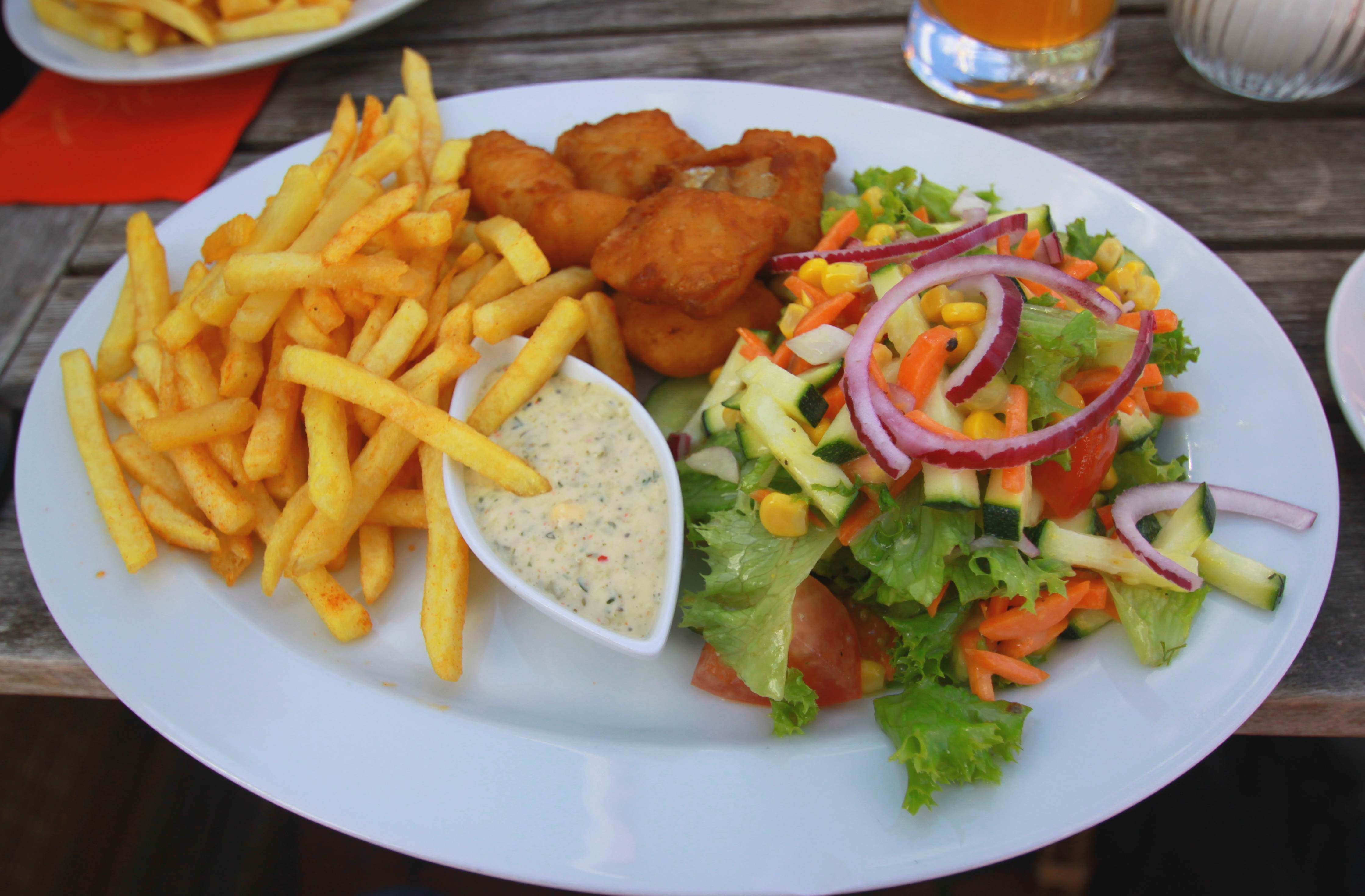
Kibbeling (Mitte, oben) mit Pommes frites, Remoulade, buntem Salat
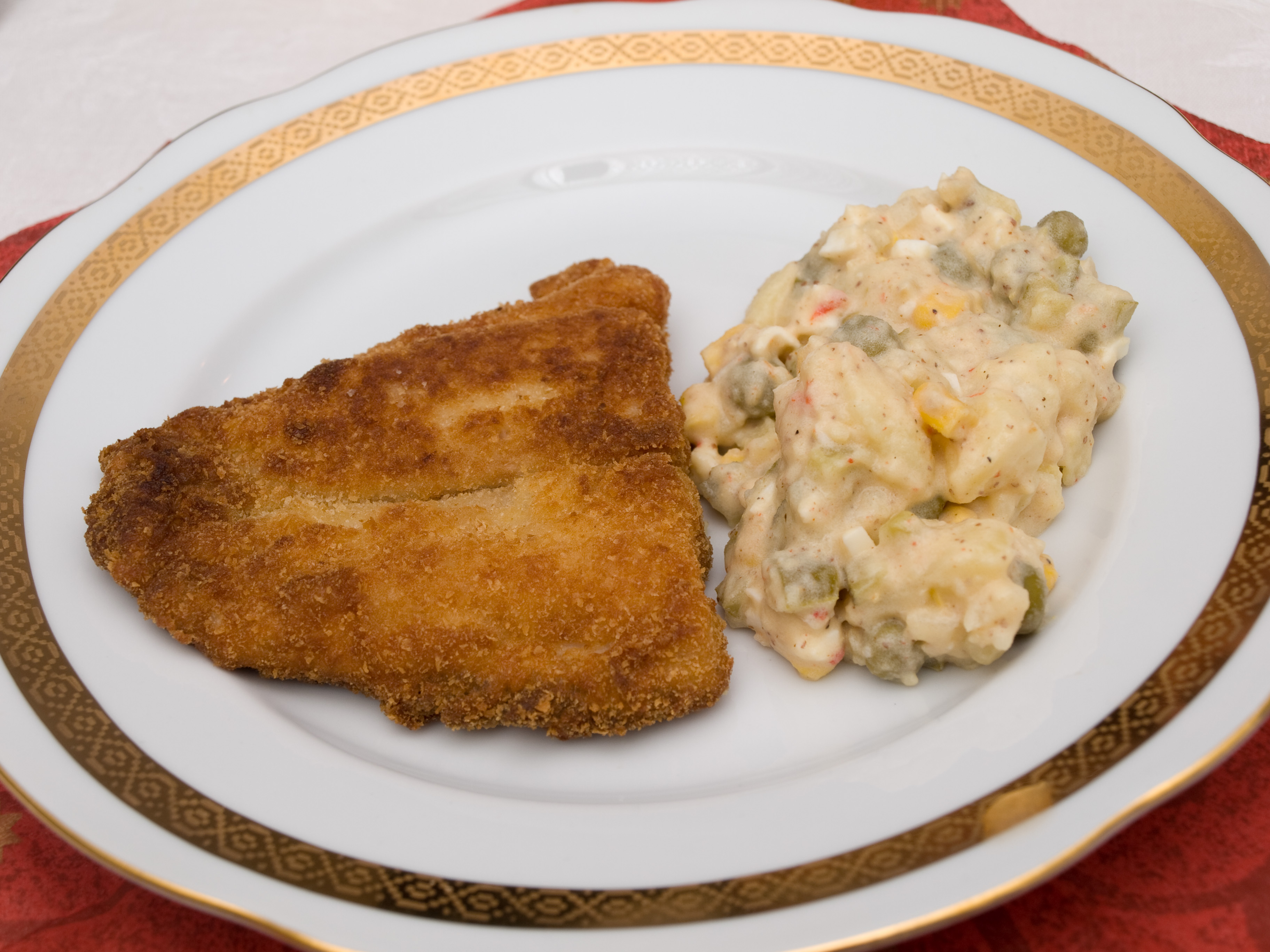
Panierter Weihnachtskarpfen mit Kartoffelsalat

## Sonstiges
- Die Verwendung von alten Zeitungen als Einwickelpapier diente vor allem der Warmhaltung und dem Aufsaugen des Fettes. In den 1980er Jahren verboten neue Hygienevorschriften das Einpacken der Fish ’n’ Chips in Zeitungspapier.[25] Der Abrieb der Druckerschwärze war damals noch höher als mit den heute üblichen UV-härtenden Druckfarben.[26] Heute haben aus nostalgischen Gründen wieder viele Fish-’n’-Chips-Läden Einwickelpapier aus Butterbrotpapier im Stil der alten Londoner Zeitungen.[27]
- Während der Landung der alliierten Streitkräfte in der Normandie im Zweiten Weltkrieg am D-Day identifizierten sich britische Soldaten mit der Frage fish? und der Antwort chips![28]
- Die British Army benutzt heute (2009) als inoffizielle, einprägsame Merkhilfe das Akronym von „Fish and Chips“ für den Orts- und Häuserkampf. Fish bedeutet hier fighting in someone’s house (= „in jemandes Haus kämpfen“) und Chips bedeutet causing havoc in people’s streets (= „für Verwüstung auf öffentlichen Straßen sorgen“).[29]
- Die Sea Fish Industry Authority führte 1988[30] den National Fish and Chip Award für die jeweils besten Fish-’n’-Chips-Läden ein, um für das Lebensmittel zu werben und den Qualitätsstandard anzuheben.[31]

## Filme
- Fisch & Chips. (OT: The Van.) Spielfilm, Irland, 1996, 96 Min., Regie: Stephen Frears, Sozialsatire.
- 150 Jahre Fish 'n' Chips. Videoblog, Deutschland, 2010, 6:01 Min., Regie: Annette Dittert, Produktion: Tagesschau.de, Reihe: London calling, Erstsendung: 12. Juni 2010, Inhaltsangabe, (Memento vom 15. Juni 2010 im Internet Archive).
- Heston Blumenthal: Auf der Suche nach dem perfekten Genuss. Fish & Chips. (OT: In Search Of Perfection. Fish & Chips.) Kochsendung, Großbritannien, 2006, 28:10 Min., Produktion: BBC, Reihe: In Search Of Perfection, deutsche Erstausstrahlung: 8. Januar 2009 bei RTL Living, Inhaltsangabe von fernsehserien.de.
- Fish 'n' Chips: das britische Nationalgericht feiert Geburtstag. Fernseh-Reportage, Deutschland, 2010, 5:00 Min., Regie: Sarah Judith Hofmann, Produktion: Deutsche Welle, Reihe: euromaxx highlights, Erstsendung: 31. Oktober 2010, Online-Video.
- Fish & Chips, what else? Reisereportage und Kochsendung, Deutschland, Frankreich, Österreich, 2012, 43 Min., Regie: Florian Schewe, Produktion: arte, zero one film, ORF, Reihe: Die kulinarischen Abenteuer der Sarah Wiener in Großbritannien. (Folge 1 von 10), Erstausstrahlung: 11. Juni 2012, Filminformationen von arte, (Memento vom 23. September 2015 im Internet Archive), mit Rezept.